# Großer Preis von Deutschland 2000
Der Große Preis von Deutschland 2000 (offiziell Grosser Mobil 1 Preis von Deutschland 2000) fand am 30. Juli auf dem Hockenheimring in Hockenheim statt und war das elfte Rennen der Formel-1-Weltmeisterschaft 2000.

## Berichte

### Hintergrund
Nach dem Großen Preis von Österreich führte Michael Schumacher in der Fahrerwertung mit sechs Punkten vor David Coulthard und mit acht Punkten vor Mika Häkkinen. In der Konstrukteurswertung führte Ferrari mit vier Punkten vor McLaren-Mercedes und mit 73 Punkten vor Williams-BMW.
Vor dem Rennwochenende gab es einen Fahrerwechsel: Eddie Irvine kehrte in sein Jaguar-Cosworth-Cockpit zurück. Der Brite war beim vorigen Grand Prix krankheitsbedingt durch Luciano Burti vertreten worden.
Mit Michael Schumacher, Häkkinen und Irvine (jeweils einmal) traten drei ehemalige Sieger zu diesem Grand Prix an.

### Training

#### Freitagstraining
Im ersten freien Training am Freitag erzielte Michael Schumacher die schnellste Rundenzeit vor Heinz-Harald Frentzen und Häkkinen.

#### Samstagstraining
Im zweiten freien Training am Samstag übernahm Häkkinen die Führungsposition vor Michael Schumacher und Coulthard.

### Qualifying
Im Qualifying, das unter wechselnden Wetterbedingungen stattfand, erzielte Coulthard die schnellste Runde und übernahm die Pole-Position vor Michael Schumacher und Giancarlo Fisichella. Für Coulthard war es die zehnte Pole-Position seiner Karriere.

### Warm Up
Coulthard erzielte auch im Warm Up die schnellste Runde. Zweiter wurde Häkkinen vor Pedro de la Rosa.

### Rennen
Weder Coulthard, noch Michael Schumacher oder Fisichella hatten einen guten Start. Häkkinen übernahm die Führung vor Coulthard. Michael Schumacher wurde von dem Briten geblockt und wechselte die Seite, um Coulthard zu überholen. Fisichella rechnete nicht mit dieser Aktion und traf Michael Schumacher. Beide drehten sich von der Strecke, schlugen in die Begrenzungsmauer ein und schieden aus. Hinter den beiden McLaren-Piloten lagen Jarno Trulli und de la Rosa. Barrichello, der von Platz 18 ins Rennen gegangen war, machte innerhalb der ersten Runde acht Positionen gut und belegte den zehnten Platz.
Häkkinen und Coulthard vergrößerten ihren Abstand auf den Rest des Feldes, aber im mittleren Teil des Feldes kam es zu Positionskämpfen, da Barrichello und Frentzen auf einer Zwei-Stopp-Strategie waren und Positionen gut machen konnten. Barrichello überholte Jacques Villeneuve und Ricardo Zonta in der zweiten Runde. Frentzen lag bereits hinter ihnen und konnte sie wenig später überholen. Vor Barrichello setzte Jos Verstappen Irvine unter Druck. Dabei kamen beide in der vierten Runde neben die Ideallinie, und der Ferrari-Pilot konnte an beiden vorbeifahren. An der Spitze hatte Häkkinen in der Zwischenzeit einen Vorsprung von einer Sekunde auf Coulthard und vier Sekunden auf Trulli. Aufregender war es jedoch hinter ihnen, wo Barrichello in der achten Runde an Johnny Herbert und Frentzen an Irvine und Verstappen vorbeifuhren. In der nächsten Runde konnte Barrichello sogar die Rundenzeiten der führenden McLaren-Piloten unterbieten. In der zehnten Runde überholte Frentzen Herbert und übernahm den sechsten Platz. Vor ihm begann Barrichello den viertplatzierten de la Rosa, der 8,5 Sekunden Rückstand auf Häkkinen hatte, unter Druck zu setzen.
Verstappen überholte Herbert in der zwölften Runde. Eine Runde später musste der Jaguar-Pilot mit Getriebeproblemen aufgeben. Währenddessen überholte Barrichello de la Rosa, der anschließend von Frentzen unter Druck gesetzt wurde. Wenige Runden später konnte Barrichello auch Trulli überholen und übernahm den dritten Platz mit circa 14 Sekunden Rückstand auf den führenden Häkkinen. Bis zu seinem Boxenstopp in der 17. Runde konnte Barrichello den Rückstand auf die McLaren-Piloten weiter verringern und fiel nach seinem Stopp auf den sechsten Platz zurück. Da Frentzen eine Runde später stoppte, übernahm er wenig später den fünften Platz. Anschließend konnte er wieder auf de la Rosa aufschließen und ihn abermals überholen. Häkkinen hatte zu diesem Zeitpunkt, an dem Wolken aufzogen, circa eine halbe Minute Vorsprung auf Barrichello.
Wenig später tauchte plötzlich ein ehemaliger Mercedes-Mitarbeiter neben der Strecke auf, der ein Transparent bei sich trug, auf dem er sich über seinen ehemaligen Arbeitgeber beschwerte. Der Mann überquerte zudem die Strecke und löste eine Safety-Car-Phase aus, um ihn einfangen zu können. Da die McLaren-Piloten genau in dem Moment eine neue Runde begonnen hatten, konnten sie nicht an die Box, während die Verfolger ihren ersten oder zweiten Stopp absolvierten. McLaren entschied sich anschließend, zuerst Häkkinen und dann Coulthard an die Box zu holen. Während Häkkinen so die Führung behielt, fiel Coulthard in den hinteren Teil des Feldes zurück. Hinter dem führenden Finnen lagen Trulli, Barrichello, de la Rosa, Frentzen, Villeneuve, Zonta, Salo, Jenson Button und Nick Heidfeld. Beim Restart kollidierten Jean Alesi und Pedro Diniz miteinander und lösten eine weitere Safety-Car-Phase aus. Bevor das Rennen neutralisiert wurde, gelang es Coulthard jedoch, die Position hinter Salo zu übernehmen. Vor dem Restart fielen Alexander Wurz und Marc Gené mit technischen Problemen aus. Beim Restart kam es zu einer teaminternen Kollision bei BAR-Honda: Villeneuve und Zonta kollidierten, konnten jedoch weiterfahren. Wenig später gelang es Coulthard, an Salo vorbeizufahren.
Kurz darauf fing es an manchen Streckenteilen an zu regnen. Trulli musste aufgrund einer Stop-and-Go-Strafe für Überholen unter Gelb an die Box, und Häkkinen wechselte, wie einige Piloten, auf Regenreifen. Auf den ersten vier Positionen lagen anschließend die Piloten, die noch auf Trockenreifen waren: Barrichello, Frentzen, Coulthard und Zonta. Häkkinen lag vor Salo, Button und de la Rosa auf Platz fünf. Wenig später erhielt auch Zonta aus demselben Grund wie Trulli eine Stop-and-Go-Strafe, allerdings drehte er sich vor dem Antreten der Strafe und schied in der 38. Runde aus. Coulthard entschied sich anschließend für einen weiteren Boxenstopp. Er blieb auf Trockenreifen und kam vor Salo und Button zurück auf die Strecke. In der 40. Runde schieden auch Frentzen und Verstappen aus, somit lag Häkkinen auf Platz zwei hinter Barrichello. Da der Hockenheimring eine der längsten Strecken war, kam es zu der Situation, dass einige Teile der Strecke trocken und andere nass waren. Häkkinen, der auf Regenreifen unterwegs war, konnte somit auf den nassen Strecken signifikant auf Barrichello, der Trockenreifen hatte, aufholen. Er verlor allerdings auf den trockenen Abschnitten den erzielten Vorsprung. In der 42. Runde kam es noch zu einer Verschiebung in den Punkterängen: Button gelang es Salo zu überholen und den vierten Platz zu übernehmen.
Schließlich gewann Barrichello das Rennen vor dem McLaren-Duo Häkkinen und Coulthard. Es war der erste Sieg für den Ferrari-Piloten, der zuvor bei 123 Rennen sieglos blieb. Damit stellte Barrichello einen neuen Rekord auf, den er bis zum Großen Preis von Deutschland 2009, bei dem Mark Webber sein erstes Rennen gewann, behielt. Es war zudem der erste Sieg eines Brasilianers seit dem letzten Sieg von Ayrton Senna beim Großen Preis von Australien 1993. Die weiteren Punkte gingen an Button, Salo und de la Rosa.
Bei der Siegerehrung wurde Barrichello, der mit einer brasilianischen Flagge auf dem Podest stand, von den Emotionen über seinen ersten Sieg überwältigt. In einem anschließenden Interview widmete er Senna diesen Sieg.
In der Weltmeisterschaft behielt Michael Schumacher die Führungsposition. Häkkinen konnte von den Punkten auf Coulthard aufschließen, blieb jedoch, da er einen Sieg weniger hatte, hinter seinem Teamkollegen auf Platz drei. Bei den Konstrukteuren kam es ebenfalls zu keinen Verschiebungen auf den ersten drei Positionen.

## Meldeliste
| Team                           | Nr. | Fahrer                | Chassis         | Motor                 | Reifen |
| ------------------------------ | --- | --------------------- | --------------- | --------------------- | ------ |
| West McLaren Mercedes          | 01  | Mika Häkkinen         | McLaren MP4/15  | Mercedes-Benz 3.0 V10 | B      |
| West McLaren Mercedes          | 02  | David Coulthard       | McLaren MP4/15  | Mercedes-Benz 3.0 V10 | B      |
| Scuderia Ferrari Marlboro      | 03  | Michael Schumacher    | Ferrari F1-2000 | Ferrari 3.0 V10       | B      |
| Scuderia Ferrari Marlboro      | 04  | Rubens Barrichello    | Ferrari F1-2000 | Ferrari 3.0 V10       | B      |
| Benson and Hedges Jordan       | 05  | Heinz-Harald Frentzen | Jordan EJ10B    | Mugen-Honda 3.0 V10   | B      |
| Benson and Hedges Jordan       | 06  | Jarno Trulli          | Jordan EJ10B    | Mugen-Honda 3.0 V10   | B      |
| Jaguar Racing                  | 07  | Eddie Irvine          | Jaguar R1       | Cosworth 3.0 V10      | B      |
| Jaguar Racing                  | 08  | Johnny Herbert        | Jaguar R1       | Cosworth 3.0 V10      | B      |
| BMW Williams F1 Team           | 09  | Ralf Schumacher       | Williams FW22   | BMW 3.0 V10           | B      |
| BMW Williams F1 Team           | 10  | Jenson Button         | Williams FW22   | BMW 3.0 V10           | B      |
| Mild Seven Benetton Playlife   | 11  | Giancarlo Fisichella  | Benetton B200   | Supertec 3.0 V10      | B      |
| Mild Seven Benetton Playlife   | 12  | Alexander Wurz        | Benetton B200   | Supertec 3.0 V10      | B      |
| Gauloises Prost Peugeot        | 14  | Jean Alesi            | Prost AP03      | Peugeot 3.0 V10       | B      |
| Gauloises Prost Peugeot        | 15  | Nick Heidfeld         | Prost AP03      | Peugeot 3.0 V10       | B      |
| Red Bull Sauber Petronas       | 16  | Pedro Diniz           | Sauber C19      | Petronas 3.0 V10      | B      |
| Red Bull Sauber Petronas       | 17  | Mika Salo             | Sauber C19      | Petronas 3.0 V10      | B      |
| Arrows F1 Team                 | 18  | Pedro de la Rosa      | Arrows A21      | Supertec 3.0 V10      | B      |
| Arrows F1 Team                 | 19  | Jos Verstappen        | Arrows A21      | Supertec 3.0 V10      | B      |
| Telefonica Minardi Fondmetal   | 20  | Marc Gené             | Minardi M02     | Fondmetal 3.0 V10     | B      |
| Telefonica Minardi Fondmetal   | 21  | Gastón Mazzacane      | Minardi M02     | Fondmetal 3.0 V10     | B      |
| Lucky Strike Reynard BAR Honda | 22  | Jacques Villeneuve    | BAR 002         | Honda 3.0 V10         | B      |
| Lucky Strike Reynard BAR Honda | 23  | Ricardo Zonta         | BAR 002         | Honda 3.0 V10         | B      |

## Klassifikationen

### Qualifying
| Pos. | Fahrer                | Konstrukteur      | Zeit     | Start |
| ---- | --------------------- | ----------------- | -------- | ----- |
| 01   | David Coulthard       | McLaren-Mercedes  | 1:45,697 | 01    |
| 02   | Michael Schumacher    | Ferrari           | 1:47,063 | 02    |
| 03   | Giancarlo Fisichella  | Benetton-Supertec | 1:47,130 | 03    |
| 04   | Mika Häkkinen         | McLaren-Mercedes  | 1:47,162 | 04    |
| 05   | Pedro de la Rosa      | Arrows-Supertec   | 1:47,786 | 05    |
| 06   | Jarno Trulli          | Jordan-Mugen      | 1:47,833 | 06    |
| 07   | Alexander Wurz        | Benetton-Supertec | 1:48,037 | 07    |
| 08   | Johnny Herbert        | Jaguar-Cosworth   | 1:48,078 | 08    |
| 09   | Jacques Villeneuve    | BAR-Honda         | 1:48,121 | 09    |
| 10   | Eddie Irvine          | Jaguar-Cosworth   | 1:48,305 | 10    |
| 11   | Jos Verstappen        | Arrows-Supertec   | 1:48,321 | 11    |
| 12   | Ricardo Zonta         | BAR-Honda         | 1:48,665 | 12    |
| 13   | Nick Heidfeld         | Prost-Peugeot     | 1:48,690 | 13    |
| 14   | Ralf Schumacher       | Williams-BMW      | 1:48,841 | 14    |
| 15   | Mika Salo             | Sauber-Petronas   | 1:49,204 | 15    |
| 16   | Jenson Button         | Williams-BMW      | 1:49,215 | 16    |
| 17   | Heinz-Harald Frentzen | Jordan-Mugen      | 1:49,280 | 17    |
| 18   | Rubens Barrichello    | Ferrari           | 1:49,544 | 18    |
| 19   | Pedro Diniz           | Sauber-Petronas   | 1:49,936 | 19    |
| 20   | Jean Alesi            | Prost-Peugeot     | 1:50,289 | 20    |
| 21   | Gastón Mazzacane      | Minardi-Fondmetal | 1:51,611 | 21    |
| 22   | Marc Gené             | Minardi-Fondmetal | 1:53,094 | 22    |

### Rennen
| Pos. | Fahrer                | Konstrukteur      | Runden | Stopps | Zeit        | Start | Schnellste Runde |
| ---- | --------------------- | ----------------- | ------ | ------ | ----------- | ----- | ---------------- |
| 01   | Rubens Barrichello    | Ferrari           | 45     | 2      | 1:25:34,418 | 18    | 1:44,300 (20.)   |
| 02   | Mika Häkkinen         | McLaren-Mercedes  | 45     | 2      | + 7,452     | 04    | 1:44,698 (23.)   |
| 03   | David Coulthard       | McLaren-Mercedes  | 45     | 2      | + 21,168    | 01    | 1:44,579 (24.)   |
| 04   | Jenson Button         | Williams-BMW      | 45     | 2      | + 22,685    | 16    | 1:47,073 (23.)   |
| 05   | Mika Salo             | Sauber-Petronas   | 45     | 2      | + 27,112    | 15    | 1:47,129 (32.)   |
| 06   | Pedro de la Rosa      | Arrows-Supertec   | 45     | 2      | + 29,080    | 05    | 1:46,243 (21.)   |
| 07   | Ralf Schumacher       | Williams-BMW      | 45     | 3      | + 30,898    | 14    | 1:46,685 (24.)   |
| 08   | Jacques Villeneuve    | BAR-Honda         | 45     | 2      | + 47,537    | 09    | 1:46,374 (24.)   |
| 09   | Jarno Trulli          | Jordan-Mugen      | 45     | 3      | + 50,901    | 06    | 1:45,754 (30.)   |
| 10   | Eddie Irvine          | Jaguar-Cosworth   | 45     | 2      | + 1:19,664  | 10    | 1:47,570 (18.)   |
| 11   | Gastón Mazzacane      | Minardi-Fondmetal | 45     | 2      | + 1:29,504  | 21    | 1:47,448 (22.)   |
| 12   | Nick Heidfeld         | Prost-Peugeot     | 40     | 2      | DNF         | 13    | 1:47,140 (23.)   |
| –    | Heinz-Harald Frentzen | Jordan-Mugen      | 39     | 2      | DNF         | 17    | 1:44,614 (20.)   |
| –    | Jos Verstappen        | Arrows-Supertec   | 39     | 2      | DNF         | 11    | 1:47,156 (25.)   |
| –    | Ricardo Zonta         | BAR-Honda         | 37     | 1      | DNF         | 12    | 1:47,248 (33.)   |
| –    | Marc Gené             | Minardi-Fondmetal | 33     | 1      | DNF         | 22    | 1:47,158 (33.)   |
| –    | Alexander Wurz        | Benetton-Supertec | 31     | 1      | DNF         | 07    | 1:47,269 (23.)   |
| –    | Pedro Diniz           | Sauber-Petronas   | 29     | 1      | DNF         | 19    | 1:46,639 (24.)   |
| –    | Jean Alesi            | Prost-Peugeot     | 29     | 1      | DNF         | 20    | 1:47,001 (23.)   |
| –    | Johnny Herbert        | Jaguar-Cosworth   | 12     | 0      | DNF         | 08    | 1:47,332 (09.)   |
| –    | Michael Schumacher    | Ferrari           | 0      | 0      | DNF         | 02    | –                |
| –    | Giancarlo Fisichella  | Benetton-Supertec | 0      | 0      | DNF         | 03    | –                |

## WM-Stände nach dem Rennen
Die ersten sechs des Rennens bekamen 10, 6, 4, 3, 2 bzw. 1 Punkt(e).

### Fahrerwertung
| Pos. | Fahrer                | Konstrukteur      | Punkte |
| ---- | --------------------- | ----------------- | ------ |
| 01   | Michael Schumacher    | Ferrari           | 56     |
| 02   | David Coulthard       | McLaren-Mercedes  | 54     |
| 03   | Mika Häkkinen         | McLaren-Mercedes  | 54     |
| 04   | Rubens Barrichello    | Ferrari           | 46     |
| 05   | Giancarlo Fisichella  | Benetton-Supertec | 18     |
| 06   | Ralf Schumacher       | Williams-BMW      | 14     |
| 07   | Jacques Villeneuve    | BAR-Honda         | 11     |
| 08   | Jenson Button         | Williams-BMW      | 8      |
| 09   | Jarno Trulli          | Jordan-Mugen      | 6      |
| 10   | Mika Salo             | Sauber-Petronas   | 6      |
| 11   | Heinz-Harald Frentzen | Jordan-Mugen      | 5      |
| 12   | Eddie Irvine          | Jaguar-Cosworth   | 3      |

| Pos. | Fahrer           | Konstrukteur      | Punkte |
| ---- | ---------------- | ----------------- | ------ |
| 13   | Jos Verstappen   | Arrows-Supertec   | 2      |
| 14   | Pedro de la Rosa | Arrows-Supertec   | 2      |
| 15   | Ricardo Zonta    | BAR-Honda         | 1      |
| 16   | Pedro Diniz      | Sauber-Petronas   | 0      |
| 17   | Alexander Wurz   | Benetton-Supertec | 0      |
| 18   | Johnny Herbert   | Jaguar-Cosworth   | 0      |
| 19   | Marc Gené        | Minardi-Fondmetal | 0      |
| 20   | Nick Heidfeld    | Prost-Peugeot     | 0      |
| 21   | Gastón Mazzacane | Minardi-Fondmetal | 0      |
| 22   | Jean Alesi       | Prost-Peugeot     | 0      |
| 23   | Luciano Burti    | Jaguar-Cosworth   | 0      |

### Konstrukteurswertung
| Pos. | Konstrukteur      | Punkte |
| ---- | ----------------- | ------ |
| 01   | Ferrari           | 102    |
| 02   | McLaren-Mercedes  | 98     |
| 03   | Williams-BMW      | 22     |
| 04   | Benetton-Supertec | 18     |
| 05   | BAR-Honda         | 12     |
| 06   | Jordan-Mugen      | 11     |

| Pos. | Konstrukteur      | Punkte |
| ---- | ----------------- | ------ |
| 07   | Sauber-Petronas   | 6      |
| 08   | Arrows-Supertec   | 4      |
| 09   | Jaguar-Cosworth   | 3      |
| 10   | Minardi-Fondmetal | 0      |
| 11   | Prost-Peugeot     | 0      |

Anmerkungen
1. ↑  Aufgrund eines fehlenden FIA-Siegels an Mika Häkkinens Auto beim Großen Preis von Österreich wurden McLaren-Mercedes nachträglich zehn Konstrukteurspunkte aberkannt.